# سار نوک‌سفید
سار نوک‌سفید (نام علمی: Onychognathus albirostris) نام یک گونه از تیره ساران است.